# Titularbistum Aquae Thibilitanae
Aquae Thibilitanae (italienisch Acque Tibilitane) ist ein Titularbistum der römisch-katholischen Kirche.
Die in Nordafrika gelegene Stadt war ein alter römischer Bischofssitz, der im 7. Jahrhundert mit der islamischen Expansion unterging. Er lag in der römischen Provinz Numidien.
| Titularbischöfe von Aquae Thibilitanae |                             |                                                           |                   |                   |
| Nr.                                    | Name                        | Amt                                                       | von               | bis               |
| 1                                      | Jesús Maria Pellin          | Weihbischof in Caracas (Venezuela)                        | 13. Juli 1965     | 19. November 1969 |
| 2                                      | Jacques Guilhem             | emeritierter Bischof von Laval (Frankreich)               | 31. Dezember 1969 | 10. Dezember 1970 |
| 3                                      | Yves Bescond                | Weihbischof in Corbeil, Weihbischof in Meaux (Frankreich) | 26. Januar 1971   | 23. August 2018   |
| 4                                      | Daniel Batalha Henriques    | Weihbischof in Lissabon (Portugal)                        | 13. Oktober 2018  | 4. November 2022  |
| 5                                      | Vincent Frederick Mwakhwawa | Weihbischof in Lilongwe (Malawi)                          | 15. November 2023 |                   |